# Tu peux préparer le café noir
Singles de Eddy Mitchell
L'important c'est d'aimer bien sa maman
(1979) Rien qu'un numéro
(1980)
Tu peux préparer le café noir est une chanson écrite par Eddy Mitchell et Boris Bergman, sortie en 1980, sur l'album C'est bien fait. Il s'agit de l'adaptation française de la chanson de Every Day I Have to Cry (song) (en), écrite et composée par Arthur Alexander et enregistrée par le chanteur Steve Alaimo (en) en  1962. Tu peux préparer le café noir sort en single 45 tours en 1980 et devient un succès. 

## Autour de la chanson
La version originale Every Day I Have to Cry, créé en 1962 par le chanteur Steve Alaimo est par la suite reprise par différents artistes, dont Dusty Springfield, les Bee Gees et Ike and Tina Turner, avant d'être interprétée par Arthur Alexander lui-même en 1975. Jerry Lee Lewis l'enregistre sur son album homonyme de 1979.
Une première adaptation française est chantée par Claude François, sous le titre Chaque jour c’est la même chose, en 1964.

## Discographie
Album 33 tours
- 16 novembre 1979 : Barclay 960.019 : C'est bien fait[2]

45 tours
- 28 février 1980 : Barclay 620.574 : Tu peux préparer le café noir / C'est bien fait ![3]

Albums live
- 1981 : 20 ans : Eddy Mitchell Olympia
- 1994 : Retrouvons notre héros Eddy Mitchell à Bercy
- 1995 : Country-rock à l'Olympia
- 2016 : Big Band Palais des Sports 2016

Compilations
- 1995 : Tout Eddy
- 2002 : Collection
- 2003 : Le Best Of
- 2007 : Les 50 plus belles chansons

Eddy Mitchell enregistre avec William Sheller Tu peux préparer le café noir pour son album de reprises en duos La Même Tribu, volume 2 en 2018.